# Filialkirche Eibesbrunn

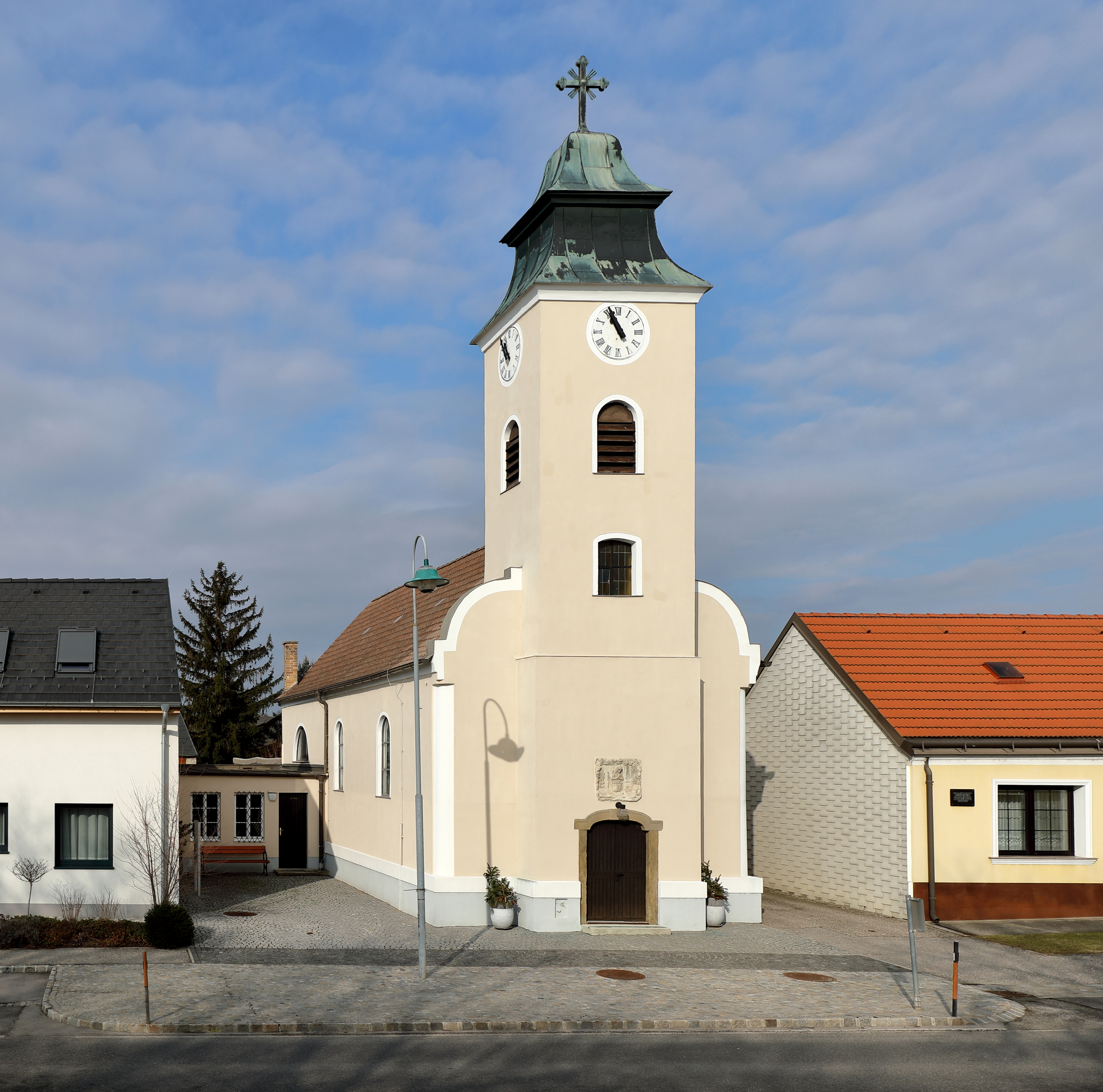
Kath. Filialkirche Erscheinung des Herrn in Eibesbrunn

Die römisch-katholische Filialkirche Eibesbrunn steht an der Brünner Straße in der Ortschaft Eibesbrunn der Gemeinde Großebersdorf im Bezirk Mistelbach in Niederösterreich. Sie ist dem Fest Erscheinung des Herrn geweiht und gehört als Filialkirche der Pfarre Großebersdorf zum Dekanat Wolkersdorf im Vikariat Unter dem Manhartsberg der Erzdiözese Wien. Das Bauwerk steht unter Denkmalschutz (Listeneintrag).

## Geschichte
Die Kirche wurde 1814 erbaut und ein Jahr später erweitert. 1966 wurde sie restauriert und im Zuge dessen durch den Architekten Erwin Plevan Richtung Westen vergrößert.

## Baubeschreibung
Die Kirche ist ein schlichter barocker Saalbau mit Fassadenturm und westseitigem Chor. Mittig über der Eingangsfront ist der dreigeschoßige Kirchturm zwischen segmentbogenförmigen Giebelanläufen.
Über dem Langhaus und dem eingezogenen Chor ist eine Flachdecke. Die Orgelempore lagert auf einer dreijochigen korbbogigen Säulenarkade.
Das Altarblatt des Hochaltares zeigt die Heiligen Drei Könige auf einem barocken Ölbild. Der Kreuzweg und die Glasfenster aus dem Jahr 1966 stammen von Hermann Bauch.
Die Glocke wurde 1693 von Joachim Gross gegossen.